# Mascheramento
In chimica analitica è detto mascheramento una delle tecniche utilizzate per allontanare gli ioni interferenti tramite la formazione di complessi solubili e stabili.
A volte non è necessario isolare l'analita chimicamente per far fronte a interferenze da parte di altri ioni. Gli agenti mascheranti (o coprenti) sono additivi che aggiunti nella soluzione del campione danno luogo alla formazione di complessi (o precipitati) con i potenziali elementi di interferenza e li convertono in una forma tale da non interferire con le successive manipolazioni analitiche o di misurazione. Agenti mascheranti sono spesso utilizzati in spettrofotometria di assorbimento atomico. 
| Controllo di autorità | GND (DE) 4169021-7 |